# Štrba
Štrba (Hongaars: Csorba, Duits: Tschirm) is een Slowaakse gemeente in de regio Prešov, en maakt deel uit van het district Poprad.
Štrba telt 3.667 inwoners.